# Haus Ingenray

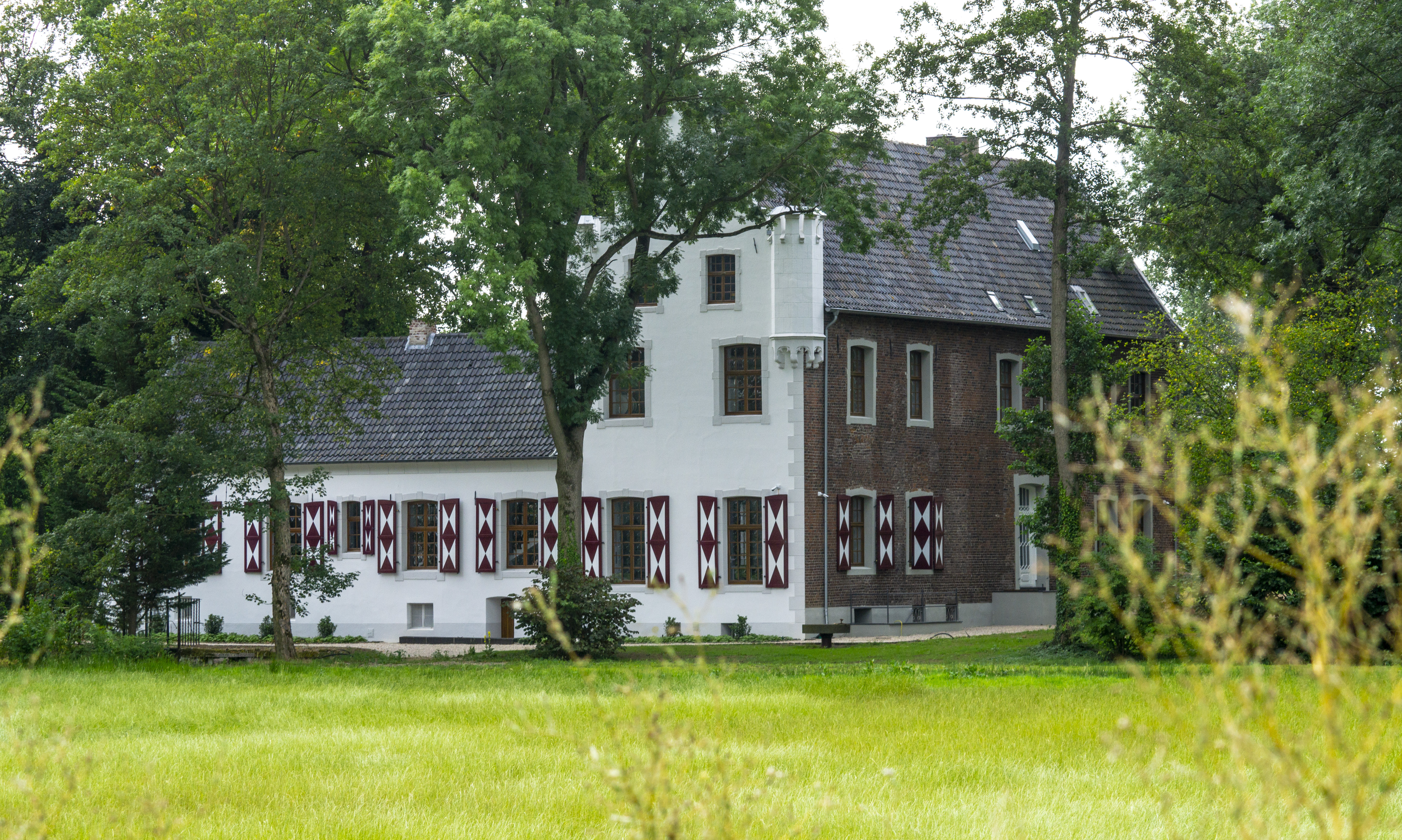
Haus Ingenray (2022)

Haus Ingenray ist ein ehemaliger Rittersitz am Niederrhein auf der Gemarkung des Gelderner Stadtteils Pont. Das denkmalgeschützte Bauwerk steht am rechten Ufer der Niers in der Nachbarschaft des nördlich gelegenen Hauses Diesdonk.
Das heutige Anwesen wurde 1461 durch Elbert III. von Eyll erbaut und von den nachfolgenden Besitzern erweitert und ergänzt. Im Zweiten Weltkrieg leerstehend, wurde es 1944/45 verwüstet, ehe es der Gelderner Unternehmer Hans Stratmans 1962 erwarb und anschließend restaurierte. Haus Ingenray befindet sich im Besitz der Emilie und Hans Stratmans-Stiftung des Historischen Vereins für Geldern und Umgegend.

## Geschichte
Der Name der Anlage deutet darauf hin, dass es sich bei Haus Ingenray um eine mittelalterliche Gründung im Bereich einer Rodung handelt, denn „Ingenray“ entwickelte sich aus „op gen rade“, was „in der Rodung“ bedeutet. Auf einer Karte des Geometers Michael Buyx ist das Haus zwar mit 1387 datiert, bisher ist aber unklar warum. Eine erste gesicherte schriftliche Erwähnung erfolgte im Jahr 1394 als „guet oppen Raede“. Zu jener Zeit befand sich die Anlage im Besitz Elberts I. von Eyll, der sie an Jakob von Holtappel und seine Frau Aleit verpachtet hatte. Eigentümer des Gutes war hingegen Hermann von Lievendal, dessen Familie von der gleichnamigen Burg in der Herrlichkeit Lievendal bei Grevenbroich stammte. Er verkaufte das Anwesen 1397 an Elbert I. von Eyll, der von Haus Eyl im Klevischen bei Huisberden stammte.

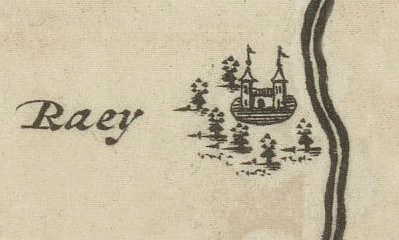
Haus Ingenray auf der Karte der Grafschaft Moers von Arnold von Heurdt aus dem 17. Jahrhundert

Nachdem das Gut in einer Urkunde vom 29. April 1420 erstmals „ijngen Rade“ genannt worden war, brachte Elbert III. von Eyll, Enkel Elberts I., sein „erve en goet met name den hoff op gen Rade“ laut einem Heiratsvertrag vom 28. April 1457 mit ein in seine Ehe mit Margareta von Titz. Elbert III. war Rat und Küchenmeister des geldrischen Herzogs Wilhelm I. und konnte es sich leisten, im Jahr 1461 das heutige Haus Ingenray neu zu bauen. Vom Errichtungsjahr künden der noch erhaltene Grundstein und die Maueranker in Form der entsprechenden Jahreszahl. Eine heute verschollene Kreidezeichnung aus dem 15. Jahrhundert zeigte das Anwesen mit einem vorgelagerten Turnierplatz und Segelbooten auf den Wassergräben. 1468 wurde Elbert III. vom geldrischen Herzog zum Ritter geschlagen und damit in den Adelsstand erhoben. Nach seinem Tod 1499 kam die Anlage über seine Tochter Adriana an deren Mann, den geldrischen Erbmarschall Adrian von Boedberg. Das Paar bewohnte Haus Ingenray aber nicht selbst, sondern residierte auf dem Boedbergschen Besitz Schloss Haag. Aus der Ehe gingen die beiden Söhne Corneli(u)s und Elbert hervor. Sie teilten nach dem Tod der Eltern das Erbe unter sich auf. Während der ältere Corneli(u)s Schloss Haag und das Erbmarschallsamt erbte, erhielt Elbert das Haus Ingenray. Aus seiner 1534 geschlossenen Ehe mit Anna von Balveren ging der gemeinsame Sohn Seger hervor, der den Besitz erbte. Nach seinem Tod (spätestens 1578) wurde ein Inventar des Hauses Ingenray erstellt, aus dem hervorgeht, wie viele Räume das Anwesen im 16. Jahrhundert besaß. Zum Besitz zählten zu jener Zeit unter anderem eine Flachskammer, eine Malzkammer, ein Brauhaus und ein Erdgeschoss befindlicher Saal mit einer Nische, in der wahrscheinlich die Hauskapelle untergebracht war.
Ingenray blieb bis in das 17. Jahrhundert Besitz der Boedberg-Familie. Dann kam es 1699 durch Heirat der Tochter Adriana an die Familie ihres Mannes Johann von Rhoe d’Obsinnich. Weil dieser keine acht adligen Urgroßeltern vorweisen konnte, verlor Haus Ingenray seine Stimme im Landtag des geldrischen Oberquartiers, behielt jedoch den Status eines Ritterguts. Nach dem Tod Johanns erbte es seine einzige Tochter Eva Theresia, die am 17. Januar 1707 den Baron Wilhelm Philip von d’Olme heiratete. Weil das Paar aber auf Schloss de Berckt wohnte, verpachtete es Ingenray ab 1708. Ihre Tochter Maria Johanna erbte das Anwesen und brachte es durch ihre Heirat mit Baron Werner von Francken im Jahr 1735 an dessen Familie.

Entwurf für die Neugestaltung der Gartenanlagen, 1908

Mit Julius Theodorus Hubertus von Francken starb 1907 das letzte Mitglied dieser Familie auf Ingenray. Im Erbgang kam der Besitz anschließend an die Familie Effertz, denn Julius’ Schwester Caroline Josepha Maria Hubertine hatte im Mai 1857 Peter Effertz geheiratet. Einer seiner Nachfahren, Friedrich Effertz, gab 1908 eine Neugestaltung des Gartens zu einem Landschaftspark in Auftrag.
Gegen Ende des Zweiten Weltkriegs kam es zu Plünderungen und Verwüstungen im Inneren des seinerzeit unbewohnten Gebäudes. In den Nachkriegsjahren war in Haus Ingenray eine Zeit lang ein Geflügelzuchtbetrieb untergebracht. Diese Art der Nutzung sowie die Zeit des Leerstands waren der Bausubstanz nicht zuträglich. Als Hans Stratmans das Anwesen 1962 gemeinsam mit seinem Vater kaufte, war es baufällig. Zusammen mit seiner Frau Emilie begann er mit der Restaurierung der Gebäude, die bis Mitte der 1970er Jahre andauerte. 2007 gründeten die Eheleute eine gemeinnützige, nicht rechtsfähige Stiftung und brachten darin nicht nur eine große Sammlung mit Stücken zur geldrischen Geschichte ein, sondern auch Haus Ingenray. Als Treuhänder bestimmten Stratmans den Historischen Verein für Geldern und Umgegend. Das seit 1985 denkmalgeschützte Anwesen wurde, u. a. mit Fördermitteln des Bundes, des Landes Nordrhein-Westfalen und der NRW-Stiftung, von 2019 bis 2022 restauriert und gemäß dem Stiftungszweck umgebaut. Seit der Eröffnung 2022 beherbergt es ein Museum und ein Archiv und dient dem Historischen Verein als Forschungs- und Begegnungsstätte. Die Tagungsräumlichkeiten, die vom Historischen Verein und der Stratmans-Stiftung regelmäßig für wissenschaftliche Vorträge, Buchvorstellungen, Pressegespräche, Konzerte u. v. m. genutzt werden, können auch von Vereinen, Firmen, Institutionen und Organisationen gemietet werden.

## Beschreibung

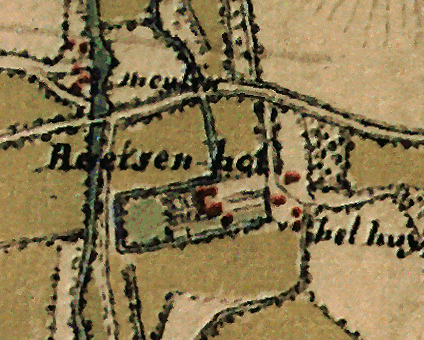
Haus Ingenray auf der Tranchotkarte

Haus Ingenray ist eine dreiflügelige Anlage mit Hufeisenform, die in der Niersniederung zwischen der großen und der kleinen Niers steht. Das Anwesen lag früher viel näher am Fluss, der sich durch mehrfache Begradigung im 20. Jahrhundert immer weiter vom Haus entfernte. Die Niers, nach Westen Grenze des Anwesens Ingenray, speist noch heute den Wassergraben, der Haus an drei Seiten umgibt. Über ihn führt eine von neugotischen Pfeilern flankierte, moderne Betonbrücke, welche die einstige Holzbrücke ersetzte. 
Das Gebäude besteht aus einem zweigeschossigen Mitteltrakt mit Walmdach, an dessen Nord- und Südende sich nach Osten eingeschossige Seitenflügel mit Satteldach anschließen. Die Bausubstanz des Mittelbaus stammt im Kern noch aus dem 15. Jahrhundert. Das Gründungsjahr wird nicht nur die Maueranker in Form der Zahl 1461 dokumentiert, sondern auch durch eine Schiefertafel, die in den 1960er Jahren in einem vermauerten Hohlraum gefunden wurde. Sie besitzt die eingeritzte Inschrift „In den jaer ons heren dusent iiii hondert lxi anno dominy“ (Im Jahre unseres Herrn 1461) und stellt eine Art Grundstein-Urkunde dar. Der Mittelbau aus Backstein wurde wohl erst im 18. Jahrhundert um einen zweigeschossigen Anbau nach Süden erweitert und damit symmetrischer gestaltet. Dieser Südanbau kam zu unbekannter Zeit bei einem Brand zu Schaden und verlor sein Obergeschoss, sodass der mittlere Teil des Hauses auf Fotografien aus der ersten Hälfte des 20. Jahrhunderts nur einen eingeschossigen Anbau zeigt. Ebenfalls erst im 18. Jahrhundert wurden dem heutigen Mittelbau die beiden rechtwinkelig anschließenden Seitentrakte angefügt.
Wahrscheinlich in der zweiten Hälfte des 18. Jahrhunderts kam es zu einer Umgestaltung des Hauses, indem der Haupttrakt und die Seitenflügel geschweifte Giebel im Stil des Barocks erhielten. Gleichzeitig wurde wohl auch die heutige zweiflügelige Eingangstür aus Eichenholz installiert, die schon erste klassizistische Elemente zeigt. An der Nordseite des Hauptbaus findet sich zudem ein neugotischer Treppengiebel, der von zwei Tourellen mit Zinnen flankiert wird. Er ist eine Zutat des 19. Jahrhunderts und stammt aus derselben Zeit wie die Pfeiler an der Zufahrt.
In den Innenräumen befinden sich zwei kunstgeschichtlich interessante Kamine. Einer von ihnen befindet sich im ehemaligen Saal des Hauses und weist Stuckverzierungen aus der Zeit des Rokokos auf. Der zweite Kamin wurde modern umgestaltet, besitzt jedoch noch zwei Wangen aus Blaustein. Sie stammen aus der Zeit um 1650 und besitzen Reliefs, die auf der einen Seite einen schildhaltenden Löwen und einen Männerkopf und auf der anderen Seite einen Frauenkopf zeigen. Er wird deshalb Hochzeitskamin genannt. Der niedrige Südflügel beherbergte 1962 eine Remise, einen Pferdestall, eine Kutscherwohnung und Knechtekammern. Heute ist dort eine kleine Kapelle eingerichtet, deren Fenster vom niederländischen Künstler Harry op de Laak gestaltet wurden. Der größere Teil des Südflügels wurde ab 2019 zum Archivmagazin umgebaut.
Vom ehemaligen Landschaftsgarten, der Haus Ingenray einmal umgab, künden heute nur noch wenige alte Platanen und Buchen. Im heutigen Garten stehen fünf Sandsteinfiguren, die beim Wiederaufbau der 1945 stark beschädigten Kirche St. Maria Magdalena in Geldern gefunden worden sind. Das fünf Hektar große Außengelände wird seit 2022 neugestaltet, so entstanden mit Beteiligung des NaBu Gelderland u. a. eine Obstbaumwiese und renaturierte Wiesenflächen, es wird aber auch für Veranstaltungen im Freien genutzt.
Früher gehörte auch eine Wassermühle zum Anwesen, von ihr ist aber nichts mehr erhalten. An sie erinnert nur noch die Straße namens Möhlendyck.